# Lovrano Bisso
Lovrano Bisso (Uscio, 2 gennaio 1927 – Genova, 20 novembre 2009) è stato un politico italiano.

## Biografia
Membro del Partito Comunista Italiano ne diventa funzionario, è consigliare comunale a Uscio e poi consigliere regionale ligure dal 1970 al 1975; ha ricoperto anche il ruolo di segretario regionale del PCI, portando il partito ad allearsi col PSI per governare diversi comuni della Liguria, mandando la DC all'opposizione. 
Viene eletto al Senato nel 1983 col PCI per la IX legislatura e poi confermato nel 1987 per la X legislatura. Dopo la svolta della Bolognina aderisce al PDS, che rappresenta a Palazzo Madama fino al 1992.
È morto nel novembre 2009 all'età di 82 anni.